# Crash (James Graham Ballard)
Crash (1973) è un romanzo dello scrittore inglese James Graham Ballard, in precedenza conosciuto come autore di fantascienza. Con Crash Ballard inaugura nel 1973 una nuova carriera al di fuori della letteratura di genere, pur continuando a scrivere fantascienza ancora per alcuni anni.
Dal romanzo è stato tratto nel 1996 l'omonimo film diretto da David Cronenberg.

## Trama
Già dal primo capitolo, in cui la voce del punto di vista che ha lo stesso nome dell'autore, James Ballard, riepiloga in prima persona gli avvenimenti dei quali è stato testimone, il lettore percepisce il tono fuori dell'ordinario della narrazione; vi si parla infatti del rapporto tra eccitazione sessuale e scontri automobilistici con vittime:
()
Ballard, un regista televisivo, viene coinvolto in un incidente automobilistico al ritorno a casa dall'appuntamento con la sua segretaria Renata, che è anche la sua amante. Perso il controllo dell'auto, invade la corsia opposta e si scontra frontalmente con la vettura di una coppia; il marito rimane ucciso sul colpo, sbalzato fuori dall'abitacolo, la moglie rimane ferita non gravemente ma sotto choc, e nell'attesa di soccorso osserva Ballard che a sua volta, imprigionato sul sedile, si scopre a nutrire pensieri morbosi sulla donna.
Siccome l'incidente è avvenuto nei pressi dell'aeroporto, Ballard viene ricoverato con entrambe le rotule fratturate come unico paziente in un reparto d'ospedale destinato ai superstiti di disastri aerei. Sua moglie Catherine, che ha una relazione extraconiugale con il proprio insegnante di volo da diporto, viene in visita di frequente, con una sollecitudine che lo stupisce. I due sono soliti raccontarsi a vicenda le avventure sessuali per eccitarsi durante il rapporto. Quando Ballard riesce a muovere qualche passo, passeggia nel corridoio del nosocomio, dove ha già notato più volte un uomo che malgrado vesta il camice bianco non è un medico perché svolge incombenze a basso contenuto professionale. Un giorno Ballard si imbatte nella dottoressa Helen Remington, la moglie dell'uomo deceduto durante l'incidente automobilistico, a sua volta ricoverata, che lo riconosce ma lo evita.
Catherine sembra eccitata da quello che è capitato al marito. Entrambi giudicano sessualmente rilevante l'accostamento tra corpo umano e automobili, anzi più in generale con qualsiasi macchina, come se la tecnologia aprisse nuove prospettive alla sessualità. Dopo l'incidente mortale il desiderio di entrambi sembra infatti rivitalizzato, come se le cicatrici lasciate sul corpo di lui aumentassero le possibilità del piacere. Uscito dall'ospedale e in convalescenza del suo appartamento, Ballard osserva dal balcone del suo condominio lo scorrere del traffico nelle strade a alta velocità che si estendono tutto intorno, tra Londra e le città dell'hinterland. Ha l'impressione che l'intensità del traffico sia triplicata dopo il suo incidente. Insiste per prendere un'auto in affitto, malgrado i dubbi della moglie e di Renata, la sua amante. Un giorno si apparta all'ultimo piano del parcheggio dell'aeroporto insieme a una prostituta, ma si accorge di essere stato seguito da una grossa auto americana, una Lincoln Continental, alla cui guida c'è l'uomo che frequenta l'ospedale e che lui credeva un medico. A questo punto Ballard riconosce Robert Vaughan, scienziato esperto di sistemi informatici piuttosto conosciuto perché conduceva un programma tv sull'applicazione delle tecniche elettroniche al controllo del traffico; coinvolto in un brutto incidente automobilistico, si è ritirato dallo schermo, ma la sua immagine di “scienziato-teppista” è ancora famosa.
Ballard si reca al deposito dove si trova la sua auto incidentata, qui incontra Helen Remington giunta con lo stesso proposito. Le dà un passaggio in auto verso l'aeroporto, dove lei lavora al controllo immigrazione; quando transitano sul luogo dell'incidente, lui viene colto da un'incontrollabile eccitazione sessuale al pensiero del corpo della donna sul sedile accanto. Al processo per la morte di Remington, Ballard viene assolto con formula piena. Si dedica a girare a vuoto in automobile nei dintorni dell'aeroporto, nei fiumi di veicoli che rendono disumano e meccanico il paesaggio della sua vita, finché non incontra di nuovo Helen Remington. Lei accetta l'offerta di un passaggio; di nuovo eccitato dalla sua presenza a bordo, lui si apparta in una strada fuori dal flusso del traffico e i due hanno un violento atto sessuale sul sedile anteriore. Da questo momento la relazione con la dottoressa Remington sostituisce quella con la sua segretaria Renata.
Catherine si reca a Parigi per lavoro, Ballard porta Helen Remington a uno spettacolo di automobili: uno stuntman che lavora con gli studi cinematografici, Seagrave, vuole ricreare un incidente d'auto che ha coinvolto 5 vetture presso Londra. Durante la ricostruzione la sua auto urta violentemente, Seagrave si procura una commozione cerebrale; Vaughan, presente sul posto (sembra anzi una sorta di regista dello spettacolo), porta con sé Ballard e la donna a casa dello stuntman infortunato; qui conoscono sua moglie Vera e una giovane donna, Gabrielle, che cammina solo grazie a un complicato apparecchio ortopedico a causa di un incidente. Vaughan chiede l'aiuto di Ballard per un suo fumoso progetto: coinvolgere nella ricostruzione di un incidente d'auto l'attrice Elizabeth Taylor che è in contatto con l'agenzia del regista per girare uno spot di automobili.
Helen Remington comincia a collaborare con i Road Research Laboratories, che studiano crash test per migliorare la sicurezza stradale. Uno di questi filmati produce su Ballard, Vaughan e gli altri un effetto erotizzante. Ballard sente sempre di più l'ascendente sessuale di Vaughan, e si rende conto di provare fantasie omoerotiche. Vaughan lo coinvolge in un giro notturno sulla Lincoln Continental, e mentre il regista guida per le strade trafficate si intrattiene in un amplesso sul sedile posteriore insieme a due prostitute.
Lo stuntman Seagrave sostituisce Liz Taylor nella ricostruzione di un incidente automobilistico per un film. Vaughan vorrebbe che Ballard gli procurasse un incontro con l'attrice, ha intenzione di sottoporle uno dei test che egli stesso elabora per scatenare le fantasie latenti dei soggetti nei confronti del rapporto tra scontro automobilistico e sessualità. Ballard prende tempo, anche perché scopre che Vaughan ha documentato con foto al teleobiettivo non solo il suo incidente, ma anche il periodo di degenza ospedaliera.
La polizia ferma Vaughan per l'investimento di un pedone, deve lasciarlo andare senza prove; Catherine, venuta a prendere il marito, sostiene che Vaughan non può guidare perché troppo scosso. Lo riaccompagnano a casa, Ballard alla guida dell'auto della moglie; incappano in un incidente che ha coinvolto tre veicoli, ci sono morti e feriti, passeggeri ancora intrappolati nelle vetture, polizia e infermieri e un'enorme folla di curiosi. Vaughan ha un comportamento morboso con la macchina fotografica. Quando si allontanano, Catherine sale sul sedile posteriore con Vaughan. Si fermano a un autolavaggio perché ci sono effettivamente tracce di sangue sul radiatore, forse di un animale investito; Ballard contempla nello specchietto retrovisore un complesso rapporto sessuale tra i due; mentre le spazzole ruotano acqua saponata contro i finestrini, Vaughan dispone sua moglie nelle posizioni delle vittime dello scontro cui hanno assistito e la possiede come se fosse uno dei corpi insanguinati in attesa di soccorso.
Balalrd è ormai in balia dell'ossessione sessuale-tecnologica trasmessagli da Vaughan. I due portano Gabrielle a un salone dell'automobile e si compiacciono di osservare l'imbarazzo dei venditori alle sue difficoltà nell'adattare le protesi all'abitacolo delle vetture. Il corpo di Gabrielle, deformato e protetto dal metallo, ha una forte attrazione su Ballard; lo scontro automobilistico imprime sul corpo umano tracce, ematomi e ferite che rappresentano nuove geometrie sessuali: è naturale che la sfortunata giovane diventi oggetto di desiderio. I due hanno un amplesso durante il quale l'uomo è estasiato dai segni che il metallo imprime nella carne di Gabrielle.
Ballard non riesce più a fare a meno di Vaughan. Non gli confessa che la trattativa con Liz Taylor per uno spot pubblicitario non è andata in porto. I due passano il loro tempo sulla strada, caricando prostitute da possedere sui sedili dell'auto in movimento, finché incappano in un grosso incidente. Una delle due vittime è Seagrave, che indossa ancora la parrucca usata per fare da controfigura.
Il rapporto di Ballard con Vaughan raggiunge il culmine dopo che Catherine viene inseguita dall'auto dello scienziato teppista; i due uomini si appartano in un parcheggio abbandonato e hanno un amplesso omosessuale. Vaughan, che di solito è rude e attivo con le donne, si dimostra docile e passivo, ma subito dopo tenta di investire Ballard sceso a piedi nel parcheggio. Nei giorni successivi Catherine si sente minacciata, la sua auto viene danneggiata nel parcheggio, i segni di vernice della Lincoln sono riconoscibili sulla sua carrozzeria.
Vaughan scompare praticamente dalla circolazione dopo aver rubato l'auto di Ballard dalla rimessa sotto il condominio. Sapendo che è ricercato dalla polizia per l'investimento di un pedone su un cavalcavia, Ballard e la moglie si mettono in auto e percorrono senza sosta le strade della periferia londinese. L'epilogo previsto dal regista però è già avvenuto: nel tentativo si schiantarsi contro l'autovettura di Liz Taylor, Vaughan è uscito di carreggiata precipitando nella corsia inferiore, sul tetto di un autobus che trasporta passeggeri delle linee aeree. Vi sono morti e feriti, Vaughan è ucciso sul colpo, Liz Taylor non viene coinvolta e rimane illesa.
Ballard e la moglie si recano nel deposito giudiziario dove hanno accesso all'auto, gravemente danneggiata durante l'incidente mortale di Vaughan, e fanno l'amore sui sedili macchiati dal sangue secco dell'uomo.

## Critica
(J.G.Ballard, intervista alla redazione di “Decoder”.)
Quello di Ballard è un mondo devastato dalla mancanza di comunicazione e dall'incapacità dei corpi di godere secondo le coordinate naturali richieste dall'energia libidica: quello che emerge da una trama volutamente deviante e sfuggente è un profondo senso di nausea per il presente disumanizzato. La pubblicazione del romanzo si incastona perfettamente tra la fine dell'era industriale che ha creato l'alienazione della catena di montaggio e dei cicli produttivi, e l'inizio dell'era tecnologica, che ha prodotto la spersonalizzazione dell'essere umano.
Anticipando tematiche del successivo movimento cyberpunk, Ballard trasforma l'automobile, simbolo dell'industrializzazione dei consumi, in un prolungamento del corpo umano, quasi una sua protesi, elevandola a metafora dell'era tecnologica, per immergerci in una realtà in cui i protagonisti hanno bisogno di uno stimolo esterno per tentare di riappropriarsi delle proprie emozioni. La radicalità di Ballard sta nel fatto di estremizzare la modernità, portando alle più radicali conseguenze situazioni già esistenti nel nostro quotidiano, fino al punto di creare una mitologia propria.
Il romanzo viene tradotto e pubblicato in Italia nel 1990, molti anni dopo l'apparizione originale. Ballard è sempre stato uno scrittore ripetitivo e ossessivo, e in Crash questa scelta estetica è ancora accentuata: le esplicite descrizioni sessuali e le descrizioni cliniche di ferite e mutilazioni, la strana e radicale unione tra carne e macchina si esplicitano in una scrittura che è più medico-scientifica che letteraria, perfetta immagine di rapporti sociali totalmente disgregati e vissuti senza alcun sentimento.
(J.G.Ballard, Cannes, 20 maggio 1996)

## Edizioni
- James G.Ballard, Crash, Traduzione di Gianni Pilone Colombo, coll. Mistral, Rizzoli, 2000,  p. 248, ISBN 88-17-69508-4.
- James G.Ballard, Crash, Traduzione di Gianni Pilone Colombo, Universale economica, Feltrinelli, 2004,  p. 205, ISBN 978-88-07-81805-9.